# Powiat d'Oleśnica
Le powiat de Oleśnica (en polonais : powiat oleśnicki) est un powiat appartenant à la voïvodie de Basse-Silésie dans le sud-ouest de la Pologne.

## Division administrative
Le powiat comprend 8 communes :
- Commune urbaine : Oleśnica
- Communes urbaines-rurales : Bierutów, Międzybórz, Syców, Twardogóra
- Communes rurales : Dobroszyce, Dziadowa Kłoda, Oleśnica